# Włochy na Zimowych Igrzyskach Olimpijskich 1948
Włochy na Zimowych Igrzyskach Olimpijskich 1948 reprezentowało 54 zawodników: 51 mężczyzn i trzy kobiety. Był to piąty start reprezentacji Włoch na zimowych igrzyskach olimpijskich. Skeletonista Nino Bibbia zdobył pierwszy w historii medal (złoty) na zimowych igrzyskach olimpijskich dla reprezentacji Włoch.

## Zdobyte medale
| Medal | Zawodnik    | Dyscyplina | Konkurencja | Rezultat   |
| ----- | ----------- | ---------- | ----------- | ---------- |
| Złoto | Nino Bibbia | Skeleton   | mężczyźni   | 5:23,2 min |

## SKład kadry

### Biegi narciarskie
Mężczyźni
| Zawodnik                                                                     | Konkurencja        | czas               | Pozycja            |
| ---------------------------------------------------------------------------- | ------------------ | ------------------ | ------------------ |
| Severino Compagnoni                                                          | Bieg na 18 km      | 1:22:21            | 22.                |
| Alfredo Prucker                                                              | Bieg na 18 km      | 1:23:26            | 29.                |
| Rizzieri Rodeghiero                                                          | Bieg na 18 km      | 1:24:12            | 31.                |
| Christiano Rodeghiero                                                        | Bieg na 18 km      | 1:24:34            | 35.                |
| Alberto Tassotti                                                             | Bieg na 18 km      | 1:28:16            | 50.                |
| Arcangelo Chiocchetti                                                        | Bieg na 18 km      | 1:28:36            | 52.                |
| Vincenzo Perruchon                                                           | Bieg na 18 km      | 1:28:50            | 54.                |
| Christiano Rodeghiero                                                        | Bieg na 50 km      | 4:24:12            | 13.                |
| Silvio Confortola                                                            | Bieg na 50 km      | 4:31:36            | 18.                |
| Victor Borghi                                                                | Bieg na 50 km      | Nie ukończył biegu | Nie ukończył biegu |
| Stefano Sommariva                                                            | Bieg na 50 km      | Nie ukończył biegu | Nie ukończył biegu |
| Vincenzo Perruchon Silvio Confortola Rizzieri Rodeghiero Severino Compagnoni | Sztafeta 4 × 10 km | 2:51:00            | 6.                 |

### Bobsleje
Mężczyźni
| Osada | Zawodnik                                                             | Konkurencja | Ślizg 1 | Ślizg 2 | Ślizg 3 | Ślizg 4 | Łącznie | Pozycja |
| ----- | -------------------------------------------------------------------- | ----------- | ------- | ------- | ------- | ------- | ------- | ------- |
| ITA-1 | Nino Bibbia Edilberto Campadese                                      | Dwójki      | 1:25,1  | 1:25,1  | 1:24,0  | 1:24,4  | 5:38,6  | 8.      |
| ITA-2 | Mario Vitali Dario Poggi                                             | Dwójki      | 1:25,0  | 1:25,0  | 1:23,8  | 1:24,2  | 5:38,0  | 6.      |
| ITA-1 | Nino Bibbia Gian Carlo Ronchetti Edilberto Campadese Luigi Cavalieri | Czwórki     | 1:18,2  | 1:20,8  | 1:22,1  | 1:21,9  | 5:23,0  | 6.      |
| ITA-2 | Nino Rovelli Enrico Airoldi Vittorio Folonari Remo Airoldi           | Czwórki     | 1:19,8  | 1:22,8  | 1:23,2  | 1:24,4  | 5:30,2  | 11.     |

### Hokej na lodzie
Reprezentacja mężczyzn
| - Claudio Apollonio - Giancarlo Bassi - Mario Bedogni - Luigi Bestagini - Giancarlo Bucchetti - Carlo Bulgheroni - Ignazio Dionisi - Arnaldo Fabris - Vincenzo Fardella |  | - Aldo Federici - Umberto Gerli - Dino Innocenti - Constanzo Mangini - Dino Menardi - Otto Rauth - Franco Rossi - Gianantonio Zopegni |

Reprezentacja Włoch zajęła w turnieju 8. miejsce.
| Drużyna           | M | Mecze | Mecze | Mecze | Bramki | Bramki | Bramki | Pkt | Uwagi           |
| Drużyna           | M | W     | R     | P     | +      | -      | +/-    | Pkt | Uwagi           |
| ----------------- | - | ----- | ----- | ----- | ------ | ------ | ------ | --- | --------------- |
| Kanada            | 8 | 7     | 1     | 0     | 69     | 5      | +64    | 15  |                 |
| Czechosłowacja    | 8 | 7     | 1     | 0     | 80     | 18     | +62    | 15  |                 |
| Szwajcaria        | 8 | 6     | 0     | 2     | 67     | 21     | +46    | 12  |                 |
| Szwecja           | 8 | 4     | 0     | 4     | 55     | 28     | +27    | 8   |                 |
| Wielka Brytania   | 8 | 3     | 0     | 5     | 39     | 47     | -8     | 6   |                 |
| Polska            | 8 | 2     | 0     | 6     | 29     | 97     | -68    | 4   |                 |
| Austria           | 8 | 1     | 0     | 7     | 33     | 77     | -44    | 2   |                 |
| Włochy            | 8 | 0     | 0     | 8     | 24     | 156    | -132   | 0   |                 |
| Stany Zjednoczone | 8 | 5     | 0     | 3     | 86     | 33     | +53    | 10  | Dyskwalifikacja |

Wyniki
| 30 stycznia 1948 | Czechosłowacja | 22:3 | Włochy |  |

|  |  |  |  |  |

| 31 stycznia 1948 | Szwajcaria | 16:0 | Włochy |  |

|  |  |  |  |  |

| 1 lutego 1948 | Stany Zjednoczone | 31:1 | Włochy |  |

|  |  |  |  |  |

| 3 lutego 1948 | Kanada | 21:1 | Włochy |  |

|  |  |  |  |  |

| 4 lutego 1948 | Polska | 13:7 | Włochy |  |

|  |  |  |  |  |

| 5 lutego 1948 | Austria | 16:5 | Włochy |  |

|  |  |  |  |  |

| 7 lutego 1948 | Szwecja | 23:0 | Włochy |  |

|  |  |  |  |  |

| 8 lutego 1948 | Wielka Brytania | 14:7 | Włochy |  |

|  |  |  |  |  |

### Kombinacja norweska
Mężczyźni
| Zawodnik            | Konkurencja   | Bieg narciarski | Bieg narciarski | Bieg narciarski | Skoki narciarskie | Skoki narciarskie | Skoki narciarskie | Skoki narciarskie | Skoki narciarskie | Łącznie | Pozycja |
| Zawodnik            | Konkurencja   | Czas biegu      | Pozycja         | Punkty          | Skok 1            | Skok 2            | Skok 3            | Punkty            | Pozycja           | Łącznie | Pozycja |
| ------------------- | ------------- | --------------- | --------------- | --------------- | ----------------- | ----------------- | ----------------- | ----------------- | ----------------- | ------- | ------- |
| Alfredo Prucker     | Indywidualnie | 1:23:26         | 11.             | 202,5           | 51,0              | 59,5              | 56,0              | 191,5             | 22.               | 394,00  | 14.     |
| Rizzieri Rodeghiero | Indywidualnie | 1:24:12         | 13.             | 198,00          | 57,0              | 58,0              | 56,0              | 190,8             | 23.               | 388,80  | 15.     |
| Alberto Tassotti    | Indywidualnie | 1:28:16         | 22.             | 177,00          | 46,5              | 52,0              | 42,0              | 165,1             | 36.               | 342,10  | 28.     |

### Łyżwiarstwo figurowe
| Zawodnik                      | Konkurencja   | Nota    | Pozycja |
| ----------------------------- | ------------- | ------- | ------- |
| Grazia Barcellona             | Solistki      | 122,211 | 24.     |
| Carlo Fassi                   | Soliści       | 145,966 | 15.     |
| Grazia Barcellona Carlo Fassi | Pary sportowe | 9,263   | 13.     |

### Łyżwiarstwo szybkie
Mężczyźni
| Zawodnik         | Konkurencja   | Konkurencja   | Konkurencja    | Konkurencja    | Konkurencja    | Konkurencja    | Konkurencja      | Konkurencja      |
| Zawodnik         | Bieg na 500 m | Bieg na 500 m | Bieg na 1500 m | Bieg na 1500 m | Bieg na 5000 m | Bieg na 5000 m | Bieg na 10 000 m | Bieg na 10 000 m |
| Zawodnik         | Czas          | Miejsce       | Czas           | Miejsce        | Czas           | Miejsce        | Czas             | Miejsce          |
| ---------------- | ------------- | ------------- | -------------- | -------------- | -------------- | -------------- | ---------------- | ---------------- |
| Enrico Musolino  | 46,5          | 32.           | 2:30,0         | 32.            | 9:32,3         | 36.            |                  |                  |
| Giorgio Cattaneo | 47,2          | 36.           | 2:30,5         | 34.            |                |                |                  |                  |
| Guido Caroli     |               |               | 2:30,9         | 36.            | 9:21,3         | 31.            |                  |                  |
| Fernando Alloni  |               |               |                |                | 9:36,3         | 37.            |                  |                  |

### Narciarstwo alpejskie
Mężczyźni
Zjazd
| Zawodnik           | Czas                     | Miejsce                  |
| ------------------ | ------------------------ | ------------------------ |
| Silvio Alverà      | 3:02,4                   | 6.                       |
| Carlo Gartner      | 3:02,4                   | 6.                       |
| Vittorio Chierroni | 3:10,0                   | 21.                      |
| Eugenio Bonicco    | 3:15,4                   | 32.                      |
| Zeno Colò          | Nie ukończył konkurencji | Nie ukończył konkurencji |
| Roberto Lacedelli  | Nie ukończył konkurencji | Nie ukończył konkurencji |

Slalom specjalny
| Zawodnik           | Czas 1. przejazdu      | Czas 2. przejazdu        | Łączny czas              | Pozycja                  |
| ------------------ | ---------------------- | ------------------------ | ------------------------ | ------------------------ |
| Silvio Alverà      | 1:07,4                 | 1:05,8                   | 2:13,2                   | 4.                       |
| Zeno Colò          | 1:13,3                 | 1:05,7                   | 2:19,0                   | 14.                      |
| Vittorio Chierroni | 1:27,0                 | 1:05,5                   | 2:32,5                   | 30.                      |
| Roberto Lacedelli  | Nie ukończył przejazdu | Nie ukończył konkurencji | Nie ukończył konkurencji | Nie ukończył konkurencji |

Kombinacja
| Zawodnik           | Zjazd  | Zjazd   | Zjazd  | Slalom            | Slalom            | Slalom  | Slalom | Łącznie | Łącznie |
| Zawodnik           | Czas   | Pozycja | Punkty | Czas 1. przejazdu | Czas 2. przejazdu | Pozycja | Punkty | Punkty  | Pozycja |
| ------------------ | ------ | ------- | ------ | ----------------- | ----------------- | ------- | ------ | ------- | ------- |
| Silvio Alverà      | 3:02,4 | 3.      | 4,30   | 1:15,3            | 1:09,6            | 11.     | 4,41   | 8,71    | 5.      |
| Vittorio Chierroni | 3:10,0 | 15.     | 8,28   | 1:10,8            | 1:07,3            | 3.      | 1,41   | 9,69    | 7.      |

Kobiety
Zjazd
| Zawodniczka       | Czas   | Miejsce |
| ----------------- | ------ | ------- |
| Celina Seghi      | 2:31,1 | 4.      |
| Renata Carraretto | 2:59,1 | 32.     |

Slalom specjalny
| Zawodniczka       | Czas 1. przejazdu | Czas 2. przejazdu | Łączny czas | Pozycja |
| ----------------- | ----------------- | ----------------- | ----------- | ------- |
| Celina Seghi      | 1:13,2            | 58,3              | 2:11,5      | 14.     |
| Renata Carraretto | 1:09,2            | 1:10,7            | 2:19,9      | 18.     |

Kombinacja
| Zawodniczka       | Zjazd  | Zjazd   | Zjazd  | Slalom            | Slalom            | Slalom  | Slalom | Łącznie | Łącznie |
| Zawodniczka       | Czas   | Pozycja | Punkty | Czas 1. przejazdu | Czas 2. przejazdu | Pozycja | Punkty | Punkty  | Pozycja |
| ----------------- | ------ | ------- | ------ | ----------------- | ----------------- | ------- | ------ | ------- | ------- |
| Celina Seghi      | 2:31,1 | 4.      | 1,66   | 1:08,2            | 1:01,5            | 7.      | 5,80   | 7,46    | 4.      |
| Renata Carraretto | 2:59,1 | 24.     | 19,58  | 1:14,1            | 1:12,0            | 21.     | 14,00  | 33,58   | 22.     |

### Skeleton
Mężczyźni
| Zawodnik    | Ślizg 1 | Ślizg 2 | Ślizg 3 | Ślizg 4 | Ślizg 5 | Ślizg 6 | Łącznie | Pozycja |
| ----------- | ------- | ------- | ------- | ------- | ------- | ------- | ------- | ------- |
| Nino Bibbia | 48,0    | 47,6    | 47,6    | 59,5    | 1:00,2  | 1:00,3  | 5:23,2  | złoto   |

### Skoki narciarskie
Mężczyźni
| Skoczek       | Skok 1        | Skok 2    | Nota  | Pozycja |
| Skoczek       | odległość     | odległość | Nota  | Pozycja |
| ------------- | ------------- | --------- | ----- | ------- |
| Bruno Da Col  | 65,5          | 66,0      | 201,2 | 18.     |
| Aldo Trivella | 41,5          | 59,0      | 176,6 | 38.     |
| Igino Rizzi   | 57,0 (upadek) | 57,0      | 131,7 | 45.     |